# Hypoponera johannae
Hypoponera johannae är en myrart som först beskrevs av Auguste-Henri Forel 1891.  Hypoponera johannae ingår i släktet Hypoponera och familjen myror. Inga underarter finns listade i Catalogue of Life.

## Bildgalleri

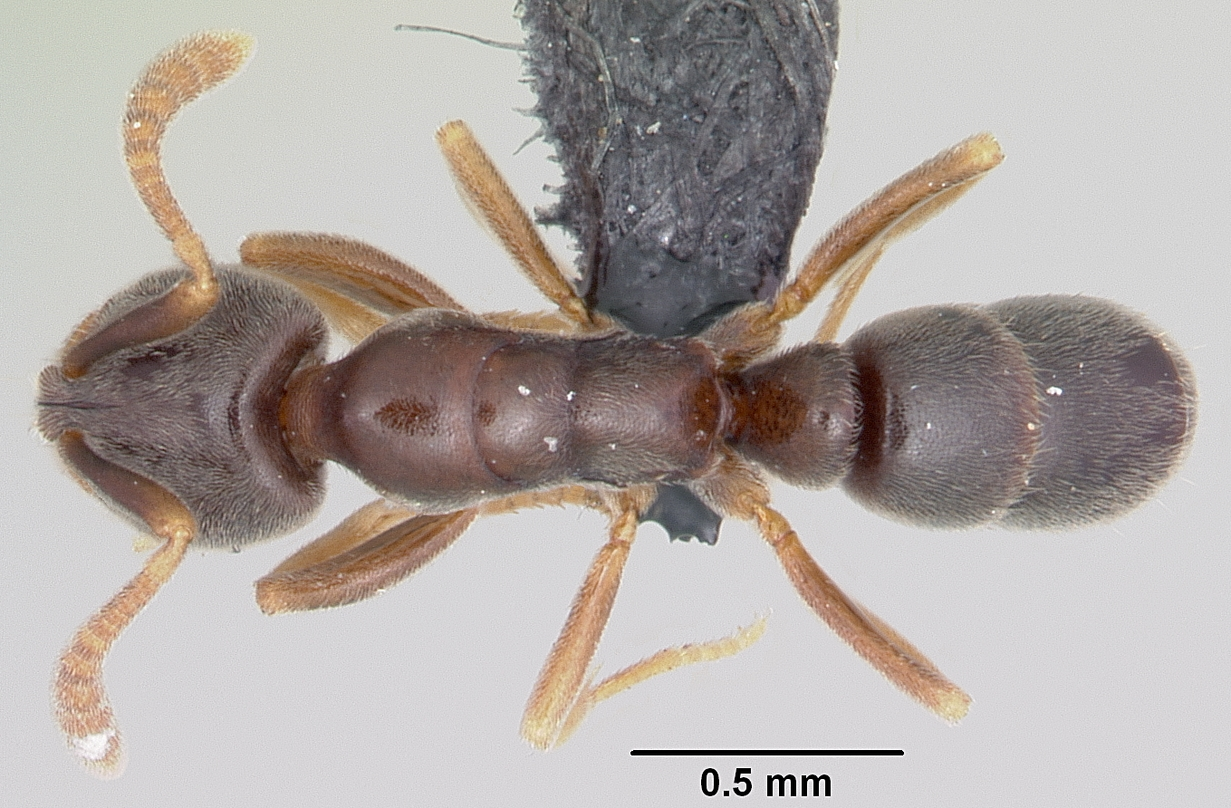
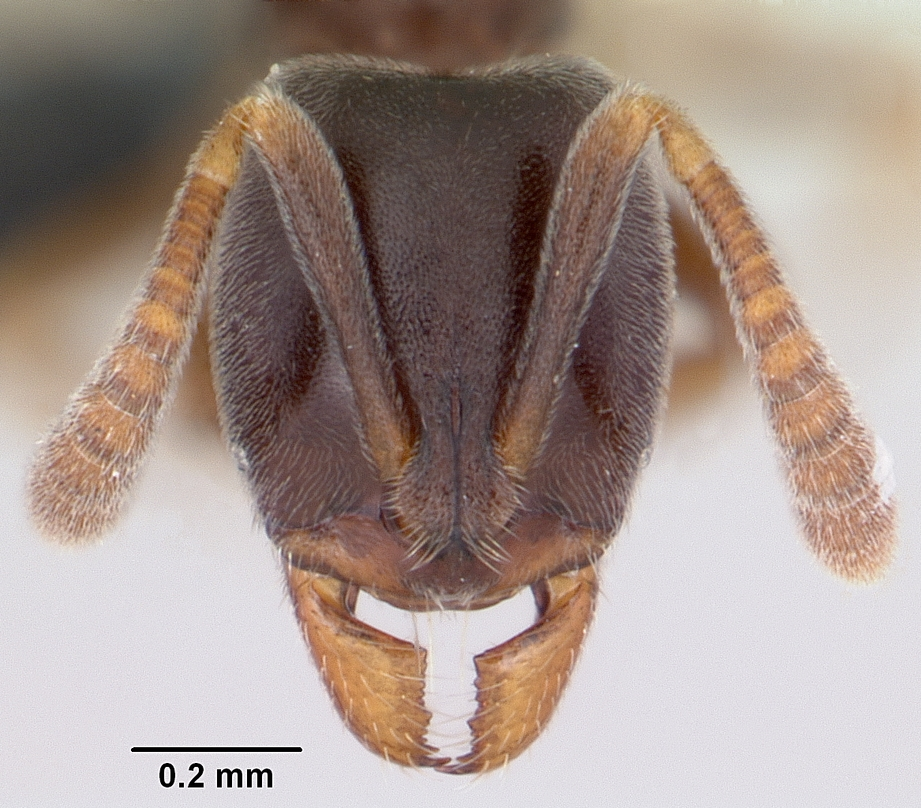
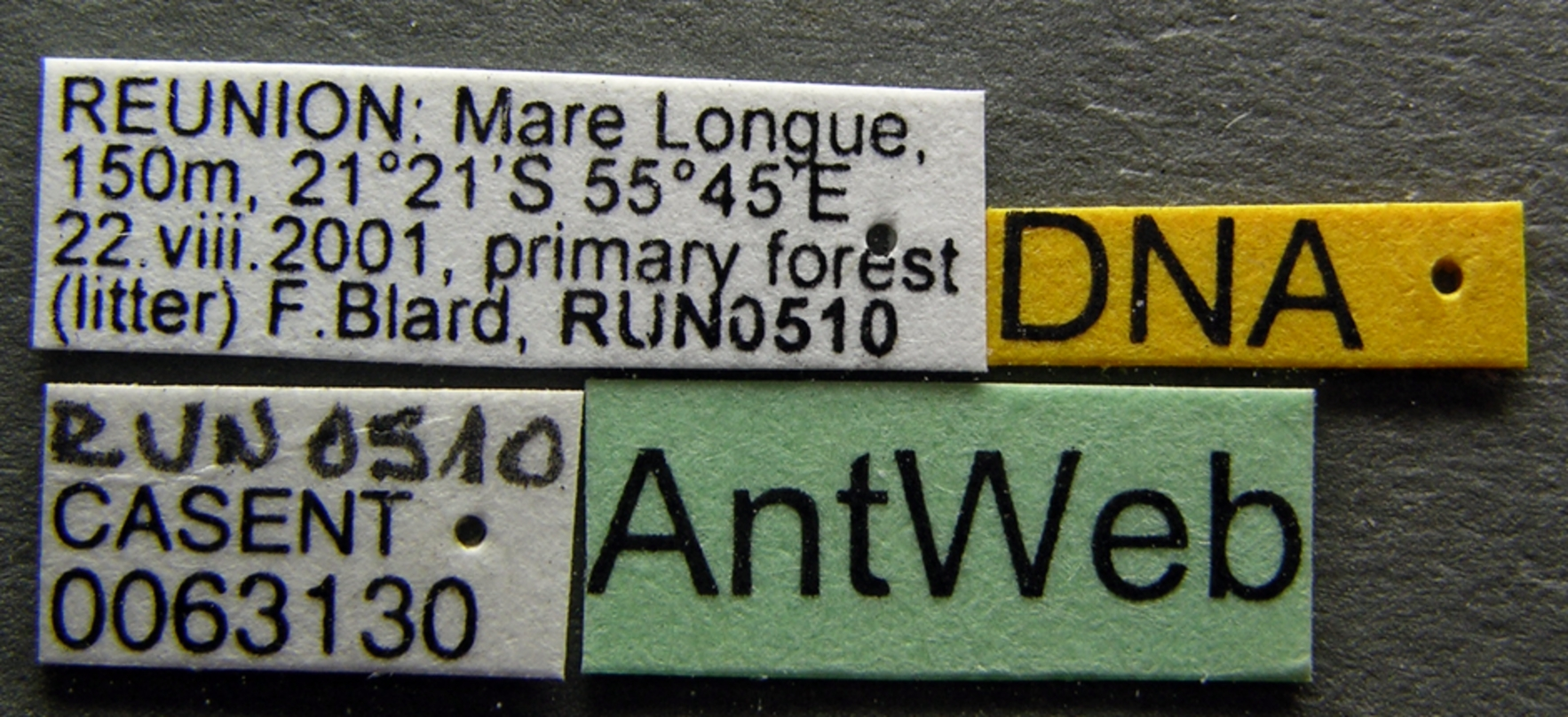
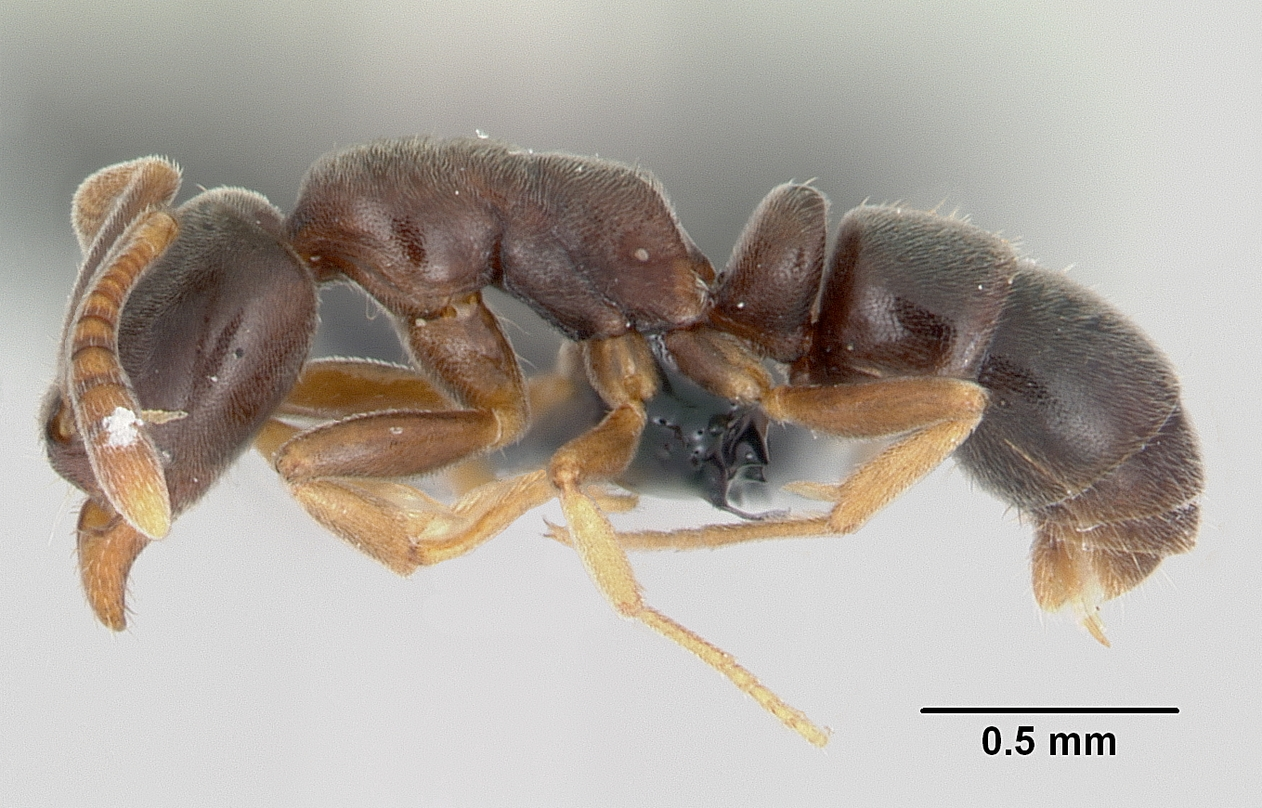
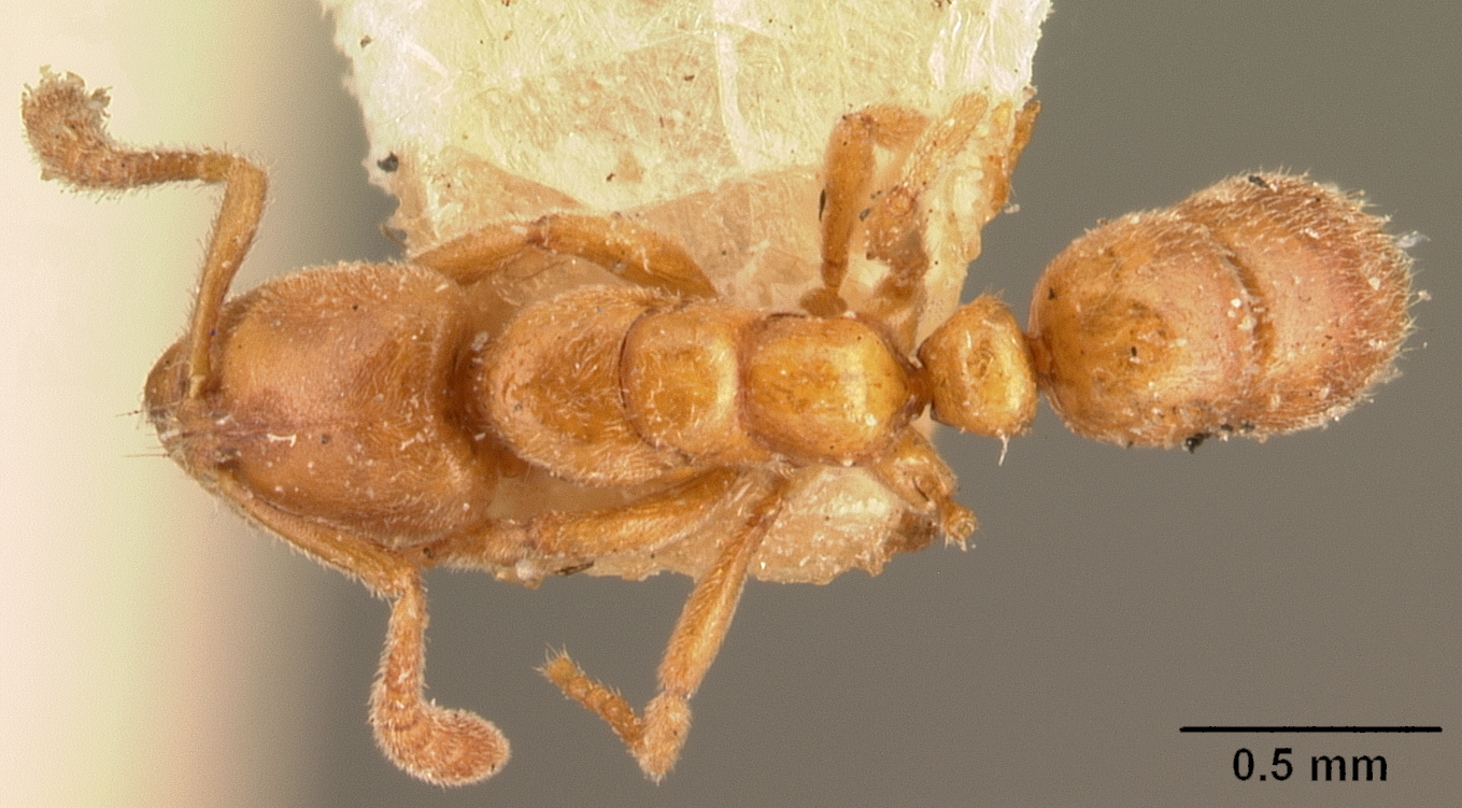
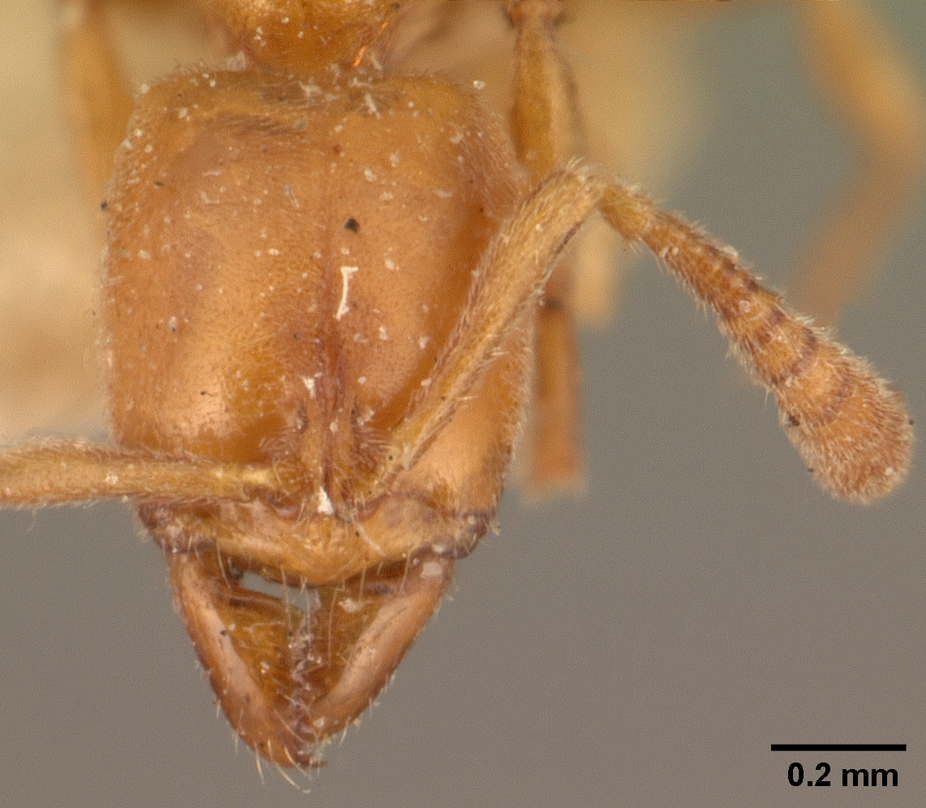